# Kryptorubl
Kryptorubl (rusky крипторубль) je označení pro připravovanou ruskou státní kryptoměnu.

## Historie a charakteristika
O vytvoření nové ruské digitální měny rozhodl ruský prezident Vladimir Putin, jehož záměr byl ohlášen v říjnu 2017 ruským ministrem komunikací Nikolajem Nikiforovem. Toto rozhodnutí úzce souvisí s plány Ruska omezit těžbu a oběh ostatních kryptoměn, přičemž podle Centrální banky Ruské federace má jít o jedinou legalizovanou digitální měnu na území státu. Podle ruského ekonoma a Putinova poradce Sergeje Glazeva lze kryptorubl využít i jako nástroj k zmírnění účinků mezinárodních ekonomických sankcí uvalených na Rusko po roce 2014.
Kryptorubl bude spravován ruským státem a nebude jej možné „těžit“ jako ostatní kryptoměny. Měna bude kdykoliv směnitelná za ruský rubl, ačkoliv jenom přes oficiální směnárny.

## Kritika
Podle kritiků kryptorublu je jeho zavedení spíše politickým gestem demonstrujícím, že Rusko je schopno držet krok s vývojem světového finančního systému. Projektu je dále vytýkáno, že se jedná pouze o jakousi digitální verzi ruského rublu, nikoliv o kryptoměnu v pravém slova smyslu.